# 門農 (希臘神話)

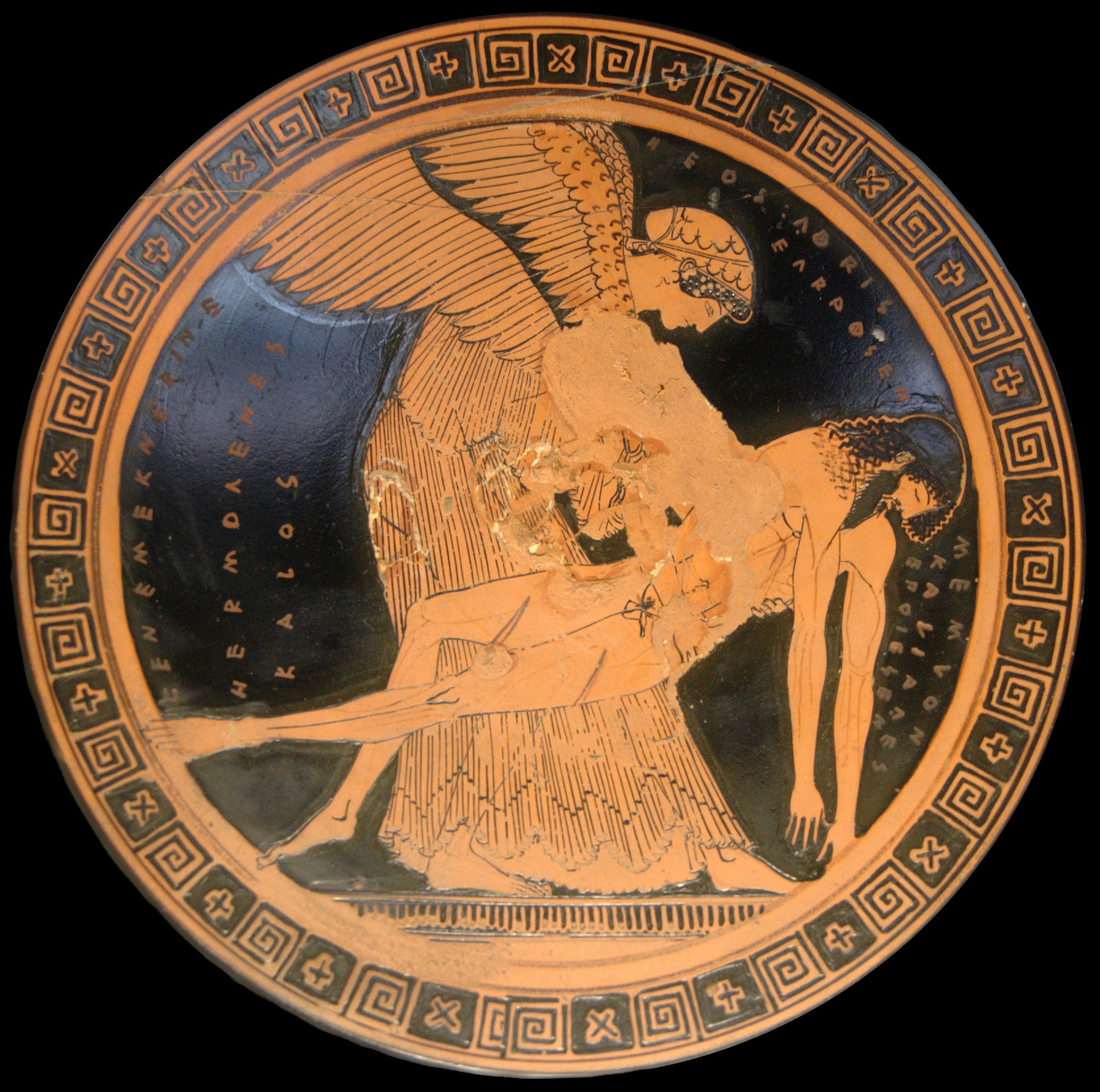
厄俄斯提著的屍身正是其兒子門農

門農（希臘語：Mέμνων）是希臘神話中埃塞俄比亞國王提托諾斯和黎明女神厄俄斯的兒子。特洛伊戰爭中，他領兵救援叔父普里阿摩斯统治下的特洛伊，由於在戰爭中殺死了安提洛科斯，阿基琉斯為報戰友之仇，將門農殺死。門農死後，宙斯受厄俄斯的眼淚打動，賜予他永生。
門農的故事記載於已失傳的史詩《厄提俄皮斯》（希臘語：Αἰθιοπίς，Aithiopis）裏。古羅馬詩人奧維德亦在《變形記》中記下了厄俄斯為門農之死而落淚的故事。

## 資料來源
1. ↑  .   [2008-09-29]. （原始内容存档于2008-07-12）.

## 外部連結
- 大英簡明百科：門農[永久]
- 羅浮宮對有關插圖的介紹[永久]